# NGC 7140
NGC 7140 (другие обозначения — NGC 7141, PGC 67532, ESO 189-7, FAIR 354, AM 2148-554, IRAS21488-5548) — галактика в созвездии Индеец.
Этот объект занесён в новый общий каталог несколько раз, с обозначениями NGC 7140, NGC 7141.
Этот объект входит в число перечисленных в оригинальной редакции «Нового общего каталога».